# HD 86226 b
HD 86226 b是一顆位於長蛇座的太陽系外行星，距離地球約139光年。該行星於2010年被麥哲倫行星搜尋計畫發現，2012年由CORALIE攝譜儀的資料確認。